# Rya tegelbruk

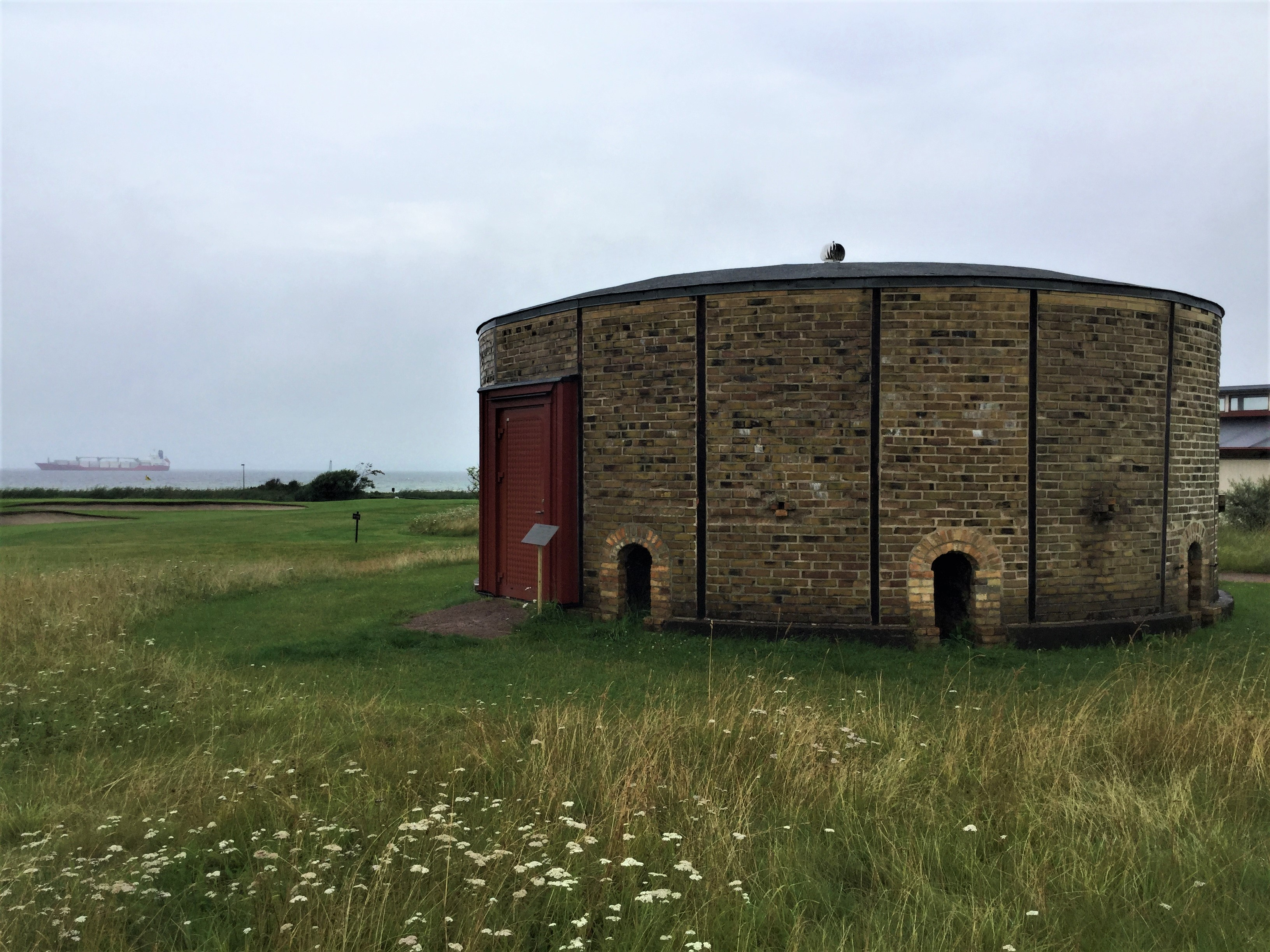
Kupolugnen vid Rya golfbaneväg i Rya

Rya tegelbruk var ett tegelbruk vid Rya i Helsingborgs kommun.
Vid bruket tillverkades gult tegel av kalkrik lera, som finns i många byggnader i Råå. Ryateglet skeppades också till Lübeck i små 40–50 tons fartyg med kol som returlast.
Rya tegelbruk låg vid havet strax norr om det mycket äldre Rydebäcks tegelbruk. Det anlades omkring 1864 och drevs som sidoverksamhet till Rya gård på 30 tunnland mark av lantbrukaren Johan Ludvig Jönsson (1858-1925). Det var 1880 ungefär en femtedel i storlek jämfört med grannen Rydebäcks tegelbruk, med en årlig produktion av 500.000 enheter. Vid sekelskiftet tillverkades omkring 2 miljoner enheter per år. 
Tegelbruket lades ned 1920, då det utkonkurrerades av industrialiserade tegelbruk i trakten, till exempel Helsingborgs Ångtegelbruk och Rögle tegelbruk.
Kvar finns den runda tegelugnen, en kupolugn byggd 1911 av muraren och möllaren Johan Anderberg.. Ugnen har restaurerats av Rya golfklubb.

## Bildgalleri

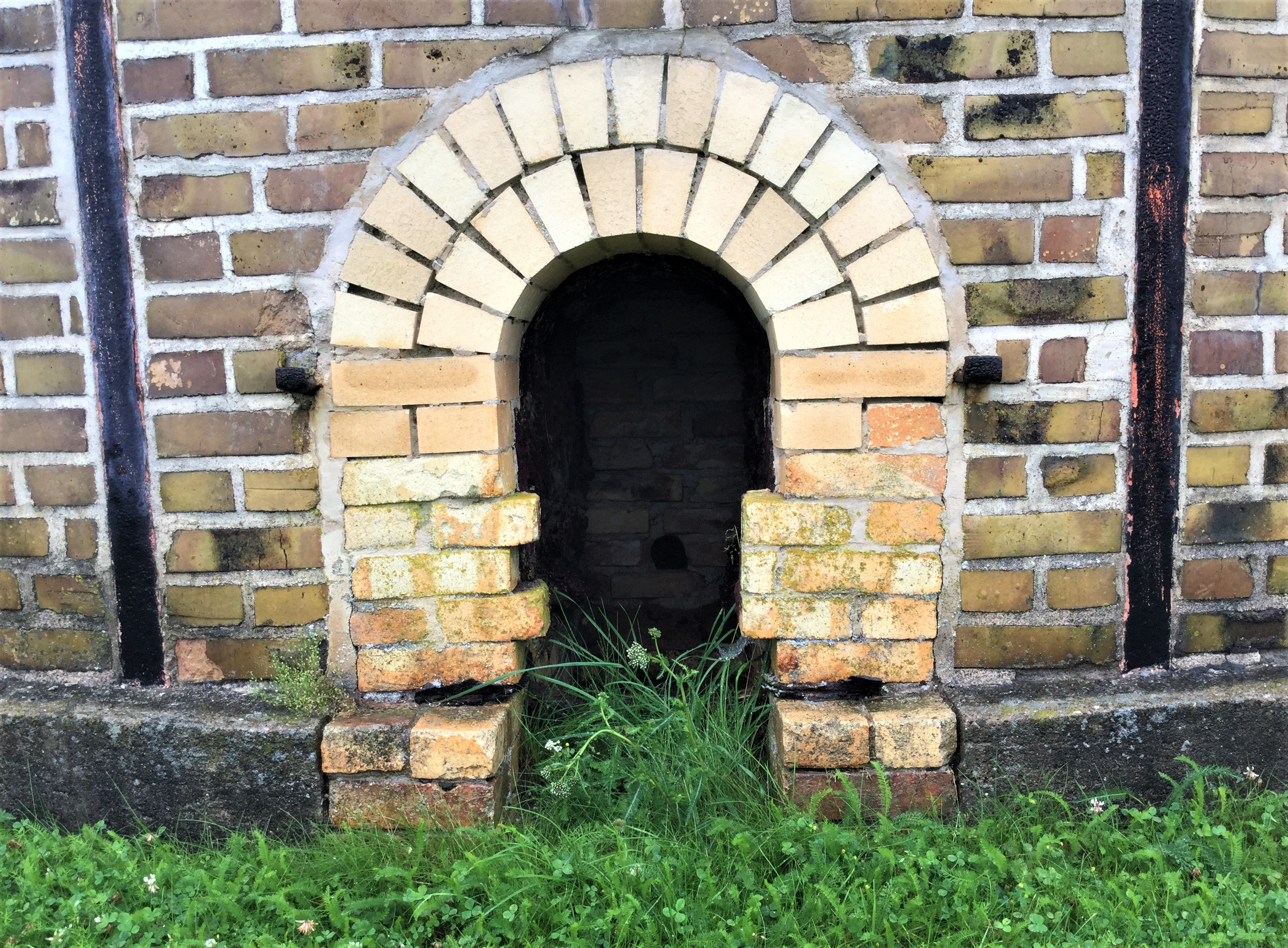
Detalj
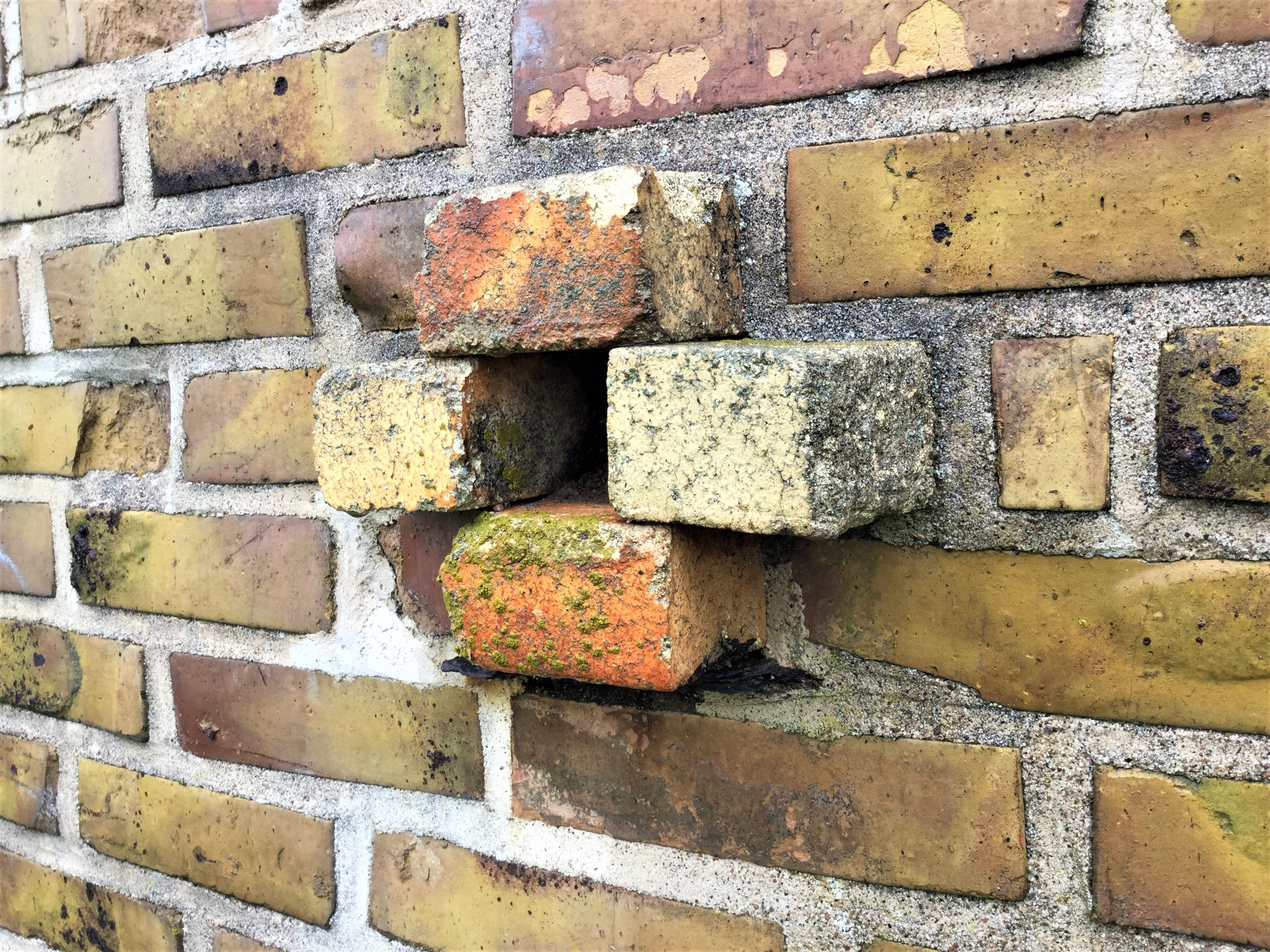
Detalj
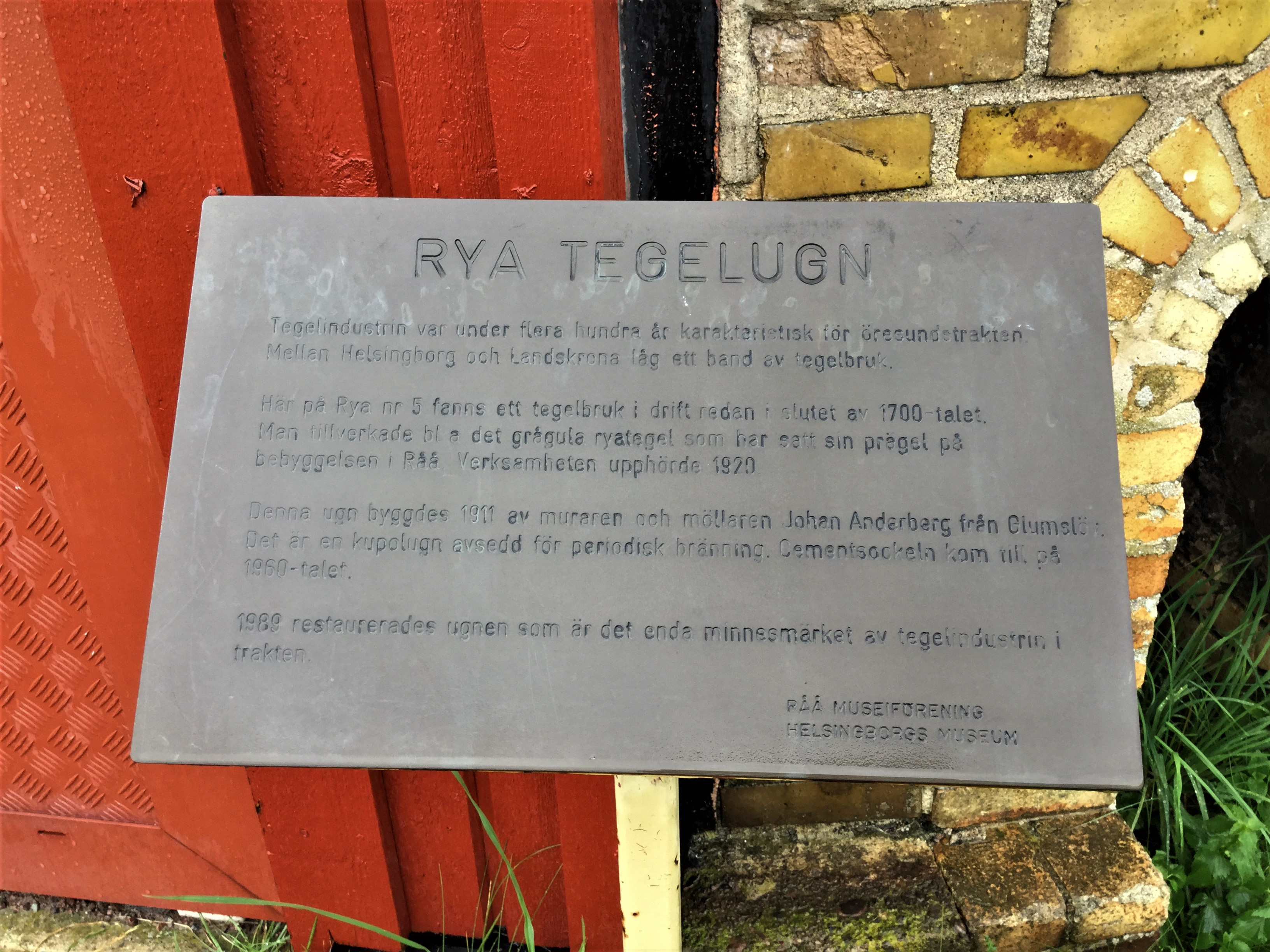
Informationstavla